# Bob Lenox
Bob Lenox (* 1944 in New York City; † 30. August 2010 in Paris) war ein US-amerikanischer Pianist, Sänger und Songwriter in den Bereichen Jazz, Blues, Rock und Folk sowie Komponist von Filmmusik.

## Leben
Bob Lenox begann seine Karriere 1957 als 13-Jähriger mit der Formation Kiwi and the Dynamics, später arbeitete er mit Jimi Hendrix, Ike und Tina Turner, Mort Shuman und Joe Cocker. Mit Sänger Garland Jeffreys und einer verdoppelten Rhythmusgruppe gründete er die Avantgardeband Train. Ab den 1970er Jahren lebte er in Frankreich und in Berlin, wo er in verschiedenen Clubs und für den Rundfunk (wie beim RIAS) tätig war; 1979 legte er auf dem Label Omnibus sein Debütalbum Call on Blue vor. In den 1980er Jahren nahm er mehrere Alben für Folklabel wie Stockfisch Records und Folk Freak auf. Die Sängerin Judy Winter trat in den 2000er Jahren im Duo mit Lenox in Berlin auf; gemeinsam entstand bei einem Auftritt im Renaissance-Theater auch ein Album mit Liedern des Songwriters. Zuletzt erschienen 2008/09 seine Alben Season of Souls und Romance.
Lenox hatte auch Auftritte als Schauspieler in Filmen wie Todesflug und Must Love Death und schrieb eine Reihe von Filmmusiken, darunter die Musik für die Tatort-Folge Laura mein Engel (1994) und den Spielfilm Der Vulkan (1999) (beide von Ottokar Runze) sowie für die Komödie Sie sind ein schöner Mann (2004).